# 崔曙海
崔曙海（1901年1月21日—1932年7月9日），朝鲜小说家。本名鹤松。他在以《出走记》和《大水之后》为代表的一批短篇小说里真实反映了社会底层人民的生活，呼吁反抗和斗争，是“新倾向派”的代表作家。

## 生平
崔曙海出生于咸镜北道城津郡（今金策市）一个东医家庭。父亲通晓中国古典文学。幼年丧父，和母亲相依为命。只上了三年小学就因无力支付学费辍学。1917年崔曙海背井离乡飘泊到中国东北延边地区流浪，期间当过小贩,做过苦工，直接接触到了社会下层人民的苦难生活。1918年他读到了李光洙的《无情》，非常感动，给李光洙写了一封信。1920年崔曙海结婚。工作的劳累让他患上了严重的胃病，而当时通行的使用鸦片治疗胃病又让他对鸦片成瘾。
1923年归国，不久家乡又遇到风灾。1924年崔曙海前往汉城见到李光洙，李光洙建议他在扬州奉先寺居住下来。崔曙海便在奉先寺开始了自己的文学创作，他“要把久久凝结在胸中的痛苦、辛酸倾泻出来”。不久他的处女作《故国》问世，但未引起太大影响。随后，他积极参加致力于反映工农生活风貌的“新倾向派”的文学创作活动。1925年朝鲜无产阶级文学团体“卡普”成立，他和李箕永、韩雪野等作家加入其中。同年他发表了《出走记》，震动文坛，被誉为新倾向派的代表作品。
1925年他离开奉先寺，结识了金光仁等作家。之后他开始当记者，边采访边创作，完成了《朴石之死》《饥饿与杀戮》《大水之后》几个短篇小说，后编入短篇小说集 《血痕》于1926年出版。1929年《中外日报》社以崔曙海学历低微为理由将其解雇，崔曙海又陷入了赤贫之中。1931年他担任了《每日申报》的文艺编辑，但他已经重病在身，无力再写小说，只能以文艺评论为主，如《文艺与时代》《劳动大众与文艺运动》《内容与技巧》等。1959年，中国出版了《崔曙海选集》的中译本。

## 主要作品
在艺术上，崔曙海和其他卡普的作家有所不同，他善于运用对比的方法，揭露社会矛盾，以生动的形象来表现生活。并擅长通过描写景色来衬托和渲染气氛，达到情景交融的效果。
其主要作品有：
- 《出走记》（1925）书信体短篇小说，“开辟新生活”的主人公逆来顺受，仍然求生不能，逐步发现社会的黑暗和无情，走向斗争和反抗的道路。
- 《朴石之死》（1925）写朴石食物中毒之后，孤苦伶仃的老母无钱求医，眼看独生子死去，咒骂那个社会“只认得金钱”。
- 《饥饿和杀戮》（1925）写主人公京洙，中学毕业后找不到职业,最后被逼得杀妻子,砸商店，刺巡警,发狂地吼叫:“统统杀死！砸烂这个鬼世界！”
- 《大水之后》（1925）
- 《红焰》（1927）